# José Carlos Garcia Leal
José Carlos Garcia Leal (Manga, 15 juli 1980), ook wel kortweg Zé Carlos genoemd, is een Braziliaans voetballer.